# 韩国铁道公社210000系电力动车组
韩国铁道公社210000系幹線电力动车组（：／）是韩国铁道公社的一款特急型150公里級幹線电力动车组，在京釜线等干线运营。

## 概述
210000系电力动车组製造目的在於取代舊的新村號車輛，包括機車牽引列車與推拉式的韓國鐵道新村號型柴聯車，作為幹線电力动车。2011年7月韓國鐵道公社與現代Rotem簽訂供貨合同，生產並引進23列列車，2013年10月15日首輛列車完工下線，2014年5月12日以ITX-新村的名稱開始營運。韓國鐵路公社目前擁有23列210000系列車，已全部投入運營，舊新村號車輛則於2018年4月30日結束營運。

## 技術
總體而言，210000系具有類似於ITX-青春的368000系電力動車組結構，強調幹線列車的多功能性、舒適性和快速性。單列為6節編組，最多可2列重聯為12節編組，但現階段沒有重聯運行的列車。車體採用雙皮層構造，動力編成為3動3拖，頭尾駕駛控制車和第4節中間車無動力，2、3、5節帶動力。

## 車內
6節車廂均為一般座，承襲Nuriro号和ITX-青春布局，座位採2X2布局，車廂兩端前三排座位有220V的充電插座，與新村號不同，210000系沒有餐车，只在車上設自動販賣機。

### 編成表
|        | 210000 ←首爾・龍山 ・方向釜山・新海雲台・晉州・木浦・益山・麗水世博方向→ |           |          |          |           |           |
| 車廂   | 1 (7)                                                                    | 2 (8)     | 3 (9)    | 4 (10)   | 5 (11)    | 6 (12)    |
| 集電弓 |                                                                          | >         |          |          | <         |           |
| 形式   | 21xx01 Tc                                                                | 21xx52 M' | 21xx53 M | 21xx04 T | 21xx55 M' | 21xx09 Tc |
| 座席   | 一般座                                                                   | 一般座    | 一般座   | 一般座   | 一般座    | 一般座    |

## 運用
ITX-新村是以210000系運轉的列車的稱呼，取代新村號，於京釜線、湖南線、慶全線、全羅線、東海線營運，票價等同過去的新村號。

## 圖片

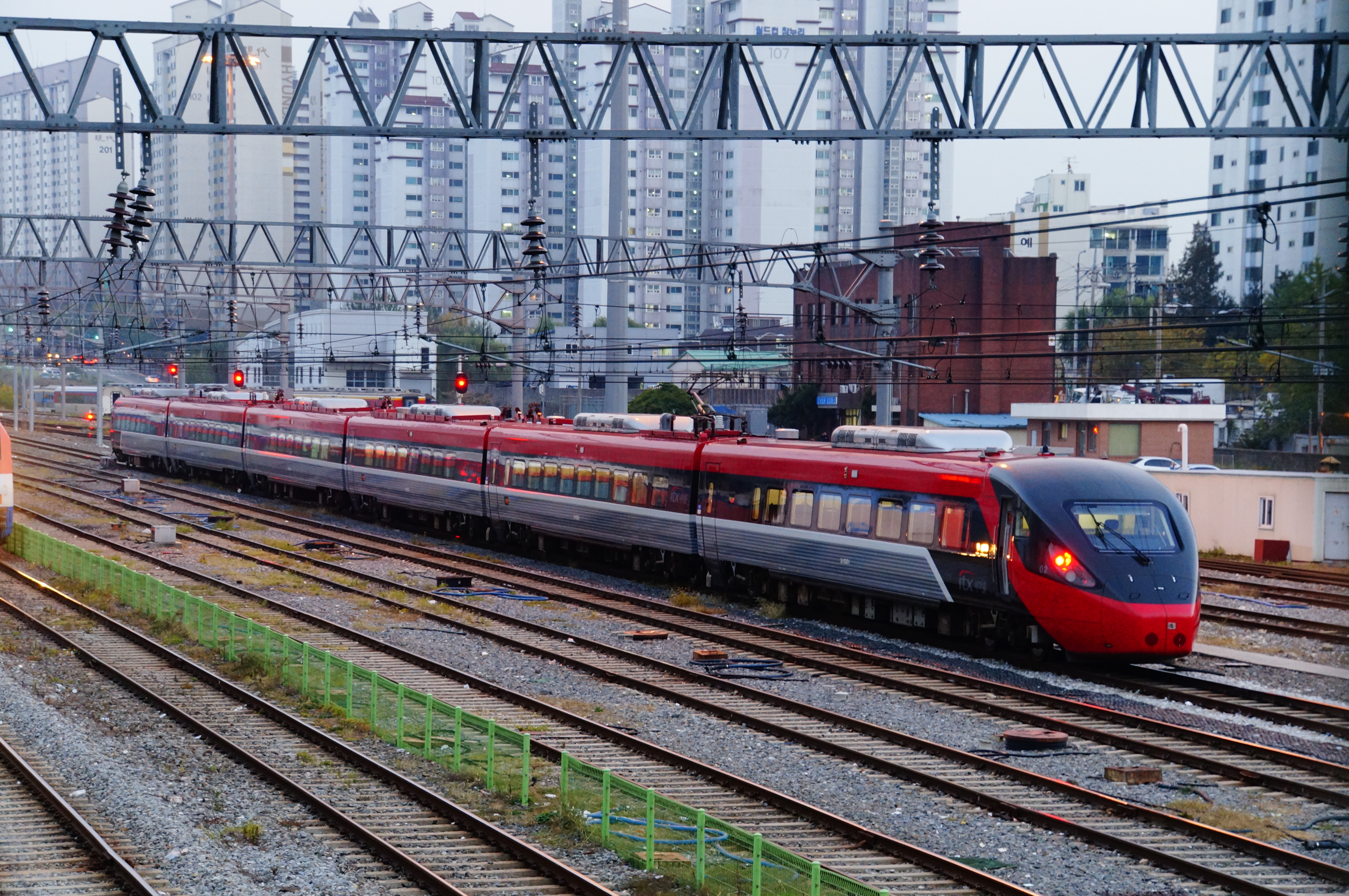
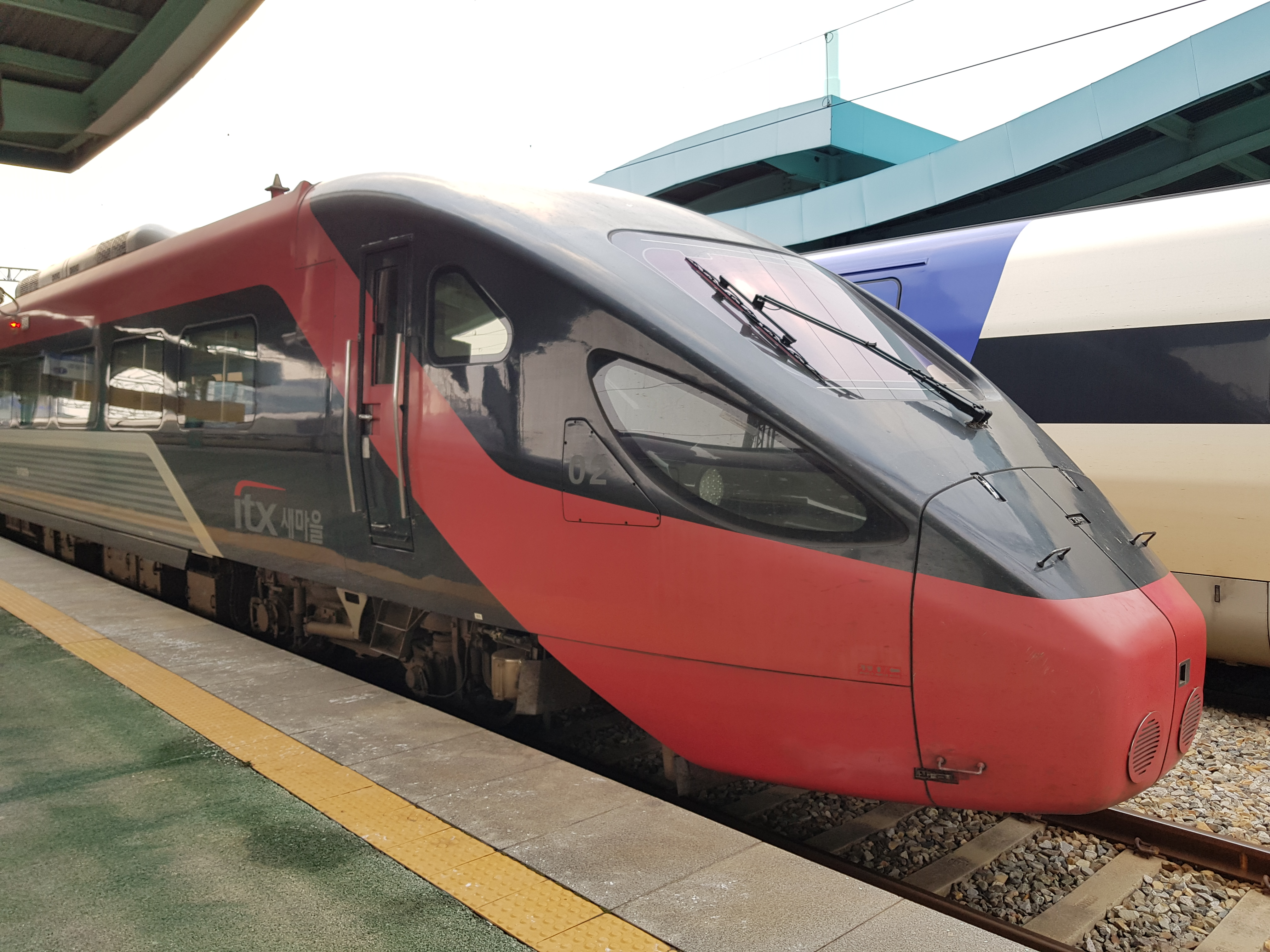
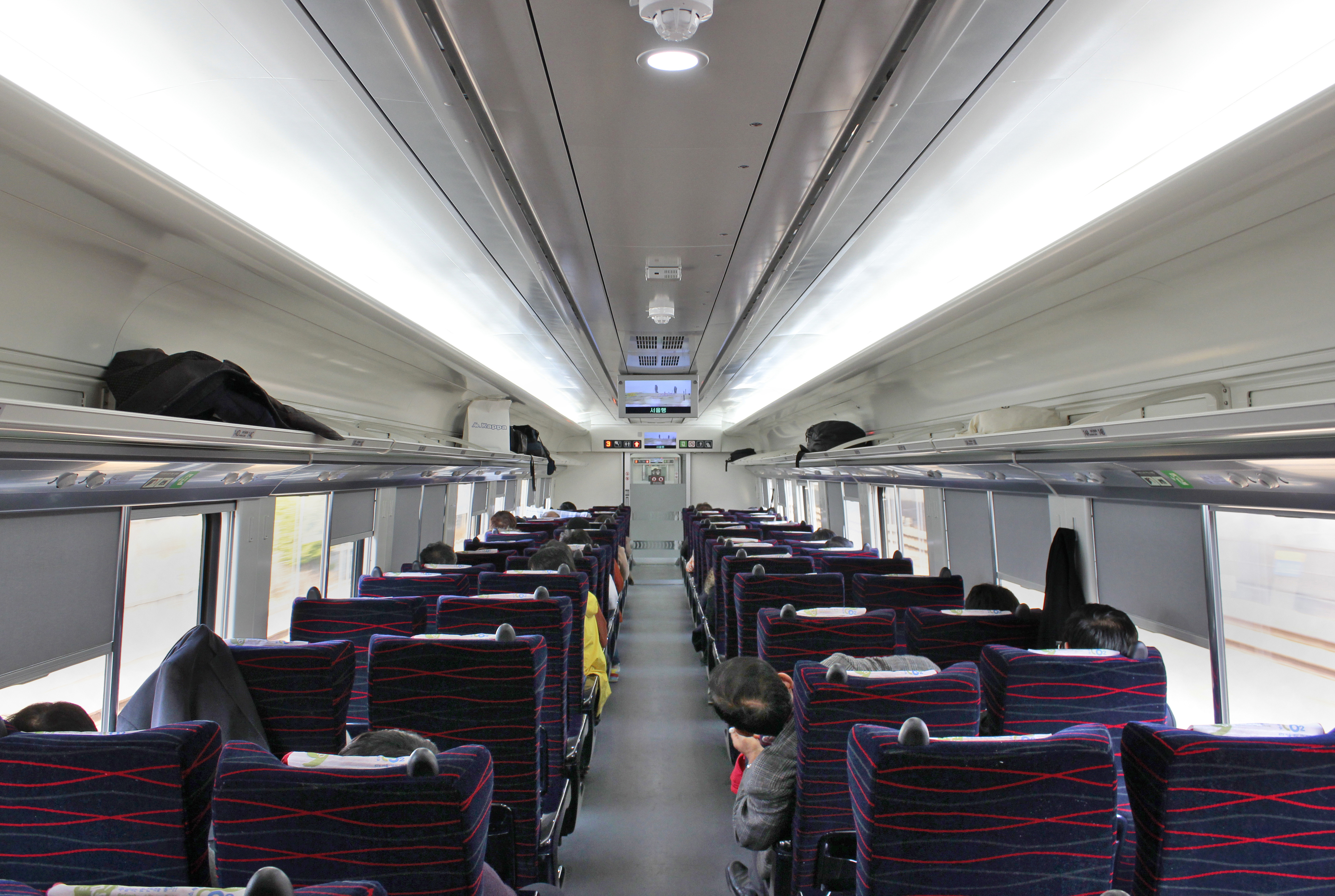

## 配屬
- 水色車輛基地：2101~2123